# 反日教育
反日教育（はんにちきょういく）とは「反日感情を植付け、あるいは煽るために行われる」ものとされる教育。
日本以外の政府・教育機関の行う教育について述べる場合のほか、日本国内の教育についても自虐観と評する立場から用いる場合がある。
本稿では前者について述べる。後者については、反日感情#韓国の反日・対日二重基準を参照。

## 韓国の反日教育
イ・チャンウィソウル市立大学法学専門大学院教授は、韓国民は学生時代に教室で徹底して反日教育を受け、簡単に反日感情に埋没してしまうと解説している。作家のシンシアリーによれば、韓国人は生まれた時から「日本は韓国に謝罪と賠償すべきだ」という言葉を見聞し、その後自分で話すようになるような環境で育つという。
2005年6月、仁川広域市にある桂陽中学校（ko:계양중학교）の生徒らが日本に爆弾を落としている絵、日本人を猿に見立てた絵、日の丸を焼いたり踏みつぶしている絵などを描き、これらが地下鉄橘峴駅のプラットホームに展示されたことがあった。絵には「」「日本列島を火の海に」「日本というゴミが捨てられるのは何時なのか」などという言葉も附けられていた。2019年から校歌や過去の学校設立者の銅像や記念館を撤去、カイヅカイブキを親日の木だとして除去しようとの運動が起きている。韓国の教育現場が生徒に反日感情を持たせるように扇動することに対して、朝鮮日報など韓国の一部右派から批判の声もある。
竹嶋渉によると韓国においては領土問題で日本の肩を持つ発言をすれば「非国民」「売国奴」の烙印を押されてしまう。
また、金完燮によると韓国の国定教科書の日本に関する記述は、その大半が日韓併合以後の記述で占められ、韓国併合時について国内の併合を進めた人々を親日派と称し、大日本帝国の強圧により併合させられ、併合中の大日本帝国の功績にはほとんど触れず（ただし日韓併合の一因は韓国の近代化の遅滞にあるという記述もありこの点をもって韓国の教科書は過度なナショナリズムに支配されているとはいえないとする見解もある）、「いかに（大日本帝国と）戦ったか」に重きをおいて教育している等、日韓の歴史については韓国の歴史学者たちによる恣意的な歪曲があり、これに基づいた強力な反日教育と民族イデオロギー策動が存在しているという。
2005年6月には仁川広域市の橘峴駅の構内で桂陽中学の学生による「独島は私達の土地」をテーマにしたポスター展があった。それらは、日本列島をウサギの糞にした絵、日の丸を踏み躙っている絵、日の丸が描かれたトイレットペーパーを燃やしている絵、日本列島を火あぶりにしている絵、日本列島にミサイルを撃ち込んでいる絵、「嘘つき民族日本人」を犬小屋で飼っている絵などだった。絵には「日本の奴らは皆殺す」「日本列島を火の海に」「日本というゴミが捨てられるのは何時なのか」などという言葉も附けられていた。呉善花は「韓国では小学生の時からこうした教育を受けさせ、伝統的な侮日観をしっかり身に付けさせている」と述べている。シンシアリーによれば、2021年11月にも、小学生たちが描いたという日本関連の画像が韓国のネット上に掲載された。『中央日報』の記事によれば、2021年11月14日に韓国のオンラインコミュニティーに「誇らしいK-小学生たちの作品世界」という題で、小学生が描いた数十枚の絵が掲載され、日本地図を刀で刺している絵、日本人を銃撃している絵、朝鮮半島から日本列島に銃を乱射する絵（「日本人を全員殺してしまえ」というフレーズ付き）、燃える日本列島の上に「すでにダメになった土地」と書かれた絵、日の丸を踏みつけたり唾を吐く、などの絵であったという（シンシアリーによれば、「チョクパリどもめ」と書かれた絵もあった）。シンシアリーは、絵を描いた小学生たちの動機は、（学校または塾の）先生に褒めてもらうためだったと推測している。また、（絵を描いた）小学生の行為については賛否両論が見られたものの、日本人を心配する声は皆無だったとも述べている。
作家の趙廷来は2020年に記者懇談会で「日本留学に行ってくれば無条件でみんな親日派になる。民族反逆者となる」として150万人の韓国人を断罪しなければこの国の未来はないと主張した。イ・チャンウィソウル市立大学法学専門大学院教授は「反日集団催眠に陥った韓国、国益に目を向けなくては」とし、彼らのような主張は韓国人に蔓延る反日民族主義や国粋主義を超えた時代錯誤的で反知性的な論理であり、このような反日扇動家らの肥大化した自意識は韓国社会の病理現象をそのまま投影していると指摘している。

### 韓国の小中高生の反応
2007年、韓国で開催された第6回歴史認識と東アジア平和フォーラムソウル大会で発表された、ソウルと農村地域の中高生321人に対して行われた歴史認識の調査で、学生の60%が韓国の歴史教科書の日本に関する記述に偏りがある（偏っている30%、非常に偏っている30%）と答えている。中国に関する記述に対しても51%が偏っている（偏っている32%、非常に偏っている19%）と答えており、回答した学生の過半数が自国の歴史教科書に問題があると認識している調査結果となった。
また、日本の植民地支配と第二次世界大戦に関した史実に対する認知度は、三・一独立運動が93%、広島市への原子爆弾投下が86%、南京大虐殺が28%、日本の平和憲法が15%となった。日本人学生に行った調査では、広島の原爆投下が100%、日本の平和憲法が95%、南京大虐殺が80%、三・一独立運動が50%であり、日韓両国の認知度に違いが表れている。
2011年、韓国にて行われた韓国国内の中高校生を対象に実施した『青少年の国家観と安全保障観』調査によると44.5％が「現在の一番の敵は日本」と回答している。天安沈没事件や延坪島砲撃で関係が悪化している北朝鮮は第2位の22.1％で日本の半数にも満たなかった。
2013年にソウルで小中学生1489人を対象に行われたアンケート調査では、大韓民国の安保で最も脅威となる国で「日本」は168人（11.3％）で2番目に多かった 。
2013年に韓国の学習雑誌「ノーベルと蟻」「ノーベル子ども」が調査したところによると小学生の86％が「一番嫌いな国は日本」と答えた。学習塾の関係者は「小学生は愛国心を持ち歴史の勉強を着実に行い独島（竹島の韓国名）が韓国の領土であることを世界に知らせる方法について考え行動に移して欲しい」と述べている。
朝鮮近現代史研究所所長の松木國俊は韓国人は韓国の反日教育によって対日ヘイトアクションを当然の権利として国家ぐるみでやっているのだろうと述べている。

## 北朝鮮の反日教育
北朝鮮では、朝鮮半島独立は日本に対する連合軍の勝利によるものではなく金日成の成果とする必要から、人民学校（小学校）から、日本人を子々孫々憎悪するよう教えることで反日感情の刷り込みがおこなわれる。

## 中国の反日教育
中国では、1949年以降の中華人民共和国建国以降、中国共産党に都合が悪い歴史的事実を隠蔽し、「中国人の苦しみは外国人によって引き起こされたものである」と信じさせる教育が行われている。中国共産党は、国内メディア、国内の「反日感情」や「自発的なデモ」などをコントロールし、歴史を歪曲し、憎悪を広め、国民に極端な反日感情を植え付ける政策を行っている。
中国人の児童は愛国教育により、「反日」は愛国であり正義であり、「日本＝悪」という思想を植え付けられて育っている。
六四天安門事件後に最高指導者の鄧小平は、「この10年で最大の失敗は教育であった、これは思想政治教育について言っている」と語っており、中国共産党の指導のもと愛国主義教育が強化され、中国の「和平演変」を企む敵対勢力の存在を前提に、アヘン戦争以降の帝国主義列強による陵辱を強調するものへと教育が変化する。1991年に江沢民総書記は、「小学生、中学生から大学生まで、中国近代史、現代史及び国情教育を行うべき」であり、「1840年のアヘン戦争以降の百年にわたり、中国人民が列強から陵辱を受けたことを、史実を挙げて説明」し、「五四運動以降、中国共産党が誕生し、各族人民を指導して土地革命戦争、抗日戦争、解放戦争を経験し、中華人民共和国を建国し、中国人民が立ち上がったこと」を教育するよう要求した。これを受けて国家教育委員会は「小中学校の中国近代、現代史及び国情教育強化のための全体綱要」を作成し、歴史、地理、語文、思想政治を関連科目として指定し、各科目に対してそれぞれ近現代史、国情教育強化の指示を出した。こうして実施された近現代史教育において、中国共産党は「日本は、日中戦争で独立存亡の危機に中国を直面させ、他方でその日中戦争の中から中国共産党が覇権を握っていく」という「『正しい歴史』に密接にかかわる必要不可欠なキャラクター」であり、日本政府は明治維新から終戦まで一貫して、資源が乏しい中で近代化を実現するため中国を侵略する計画を持ち、戦争は周到に計画されていたとする「戦争必然論」の立場を取るようになり、こうした思想が教科書にも貫かれ、1990年代に入り、こうした観点から近現代史教育が強化された。江沢民は、「教育部門のみならず、思想宣伝部門、政治法律部門、全党、全社会も努力しなければならない」と述べており、1990年代以降、教科書のみならず、テレビ、新聞、映画などの全分野において、青少年に対して愛国主義教育が展開されるようになり、教科書に要求された内容を基礎とする報道、ドラマ、映画などの製作が求められ、教科書に要求された内容が報道、ドラマ、映画などのベースを提供するようになった。
中国共産党の江沢民総書記は、自分の父親がかつての大日本帝国の傀儡政権である汪兆銘政権の官吏だったことを隠すために、「自分がいかに反日か」を示そうと、愛国主義教育基地として「抗日戦争記念の地」を選び、1994年に「愛国主義教育実施要綱」を制定し、「抗日戦争勝利50周年」に当たる1995年から、徹底した「反日教育」を推進していった。江沢民は、歴史問題を対日外交圧力の重要カードと位置付けており、『江沢民文選』によれば、1998年8月に外国に駐在する特命全権大使など外交当局者を集めた会議で、「日本に対しては歴史問題を永遠に言い続けなければならない」「日本の軍国主義者は極めて残忍で、（戦時中の）中国の死傷者は3500万人にも上った。戦後も日本の軍国主義はまだ徹底的に清算されていない。軍国主義思想で頭が一杯の連中はなお存在している。我々はずっと警戒しなければならない」と述べ、日本の軍国主義はなお健在との認識を示した。また台湾問題については、「日本は台湾を自らの『不沈空母』と見なしている」「日本に対しては、台湾問題をとことん言い続けるとともに、歴史問題を終始強調し、しかも永遠に言い続けなければならない」と指示を出した。
1989年に六四天安門事件が起き、国民を制御するため今まで活用してきたマルクス主義、階級闘争、社会主義などのイデオロギーが通用しなくなったことを悟った江沢民総書記は、国内政治の不満を逸らすべく、そして、マルクス主義、階級闘争、社会主義などの代替イデオロギーとして反日教育を利用し始めた。1994年に中国共産党中央委員会によって「愛国主義教育実施綱要」が制定され、抗日戦争記念館への見学や、教科書に南京大虐殺、三光作戦、万人坑、731部隊などに関する記載が大幅に増加され、それまで日本軍の侵略に関する記載は小学校では10%、中学校では20%であったが、中学校教科書『中学歴史第四冊』（2001年）では総161頁のうち、41頁が該当しており、大幅に追加されている。
1991年に愛国主義教育運動（反日教育運動）を開始したが、中国政府は、その中核的な要素として全国に一万件以上の記念史跡を建造または修造した。
井沢元彦と金文学は「反日教育」について、日本を過小に位置づけ、いかに残虐でいかに悪いことばかりやってきたかということを強調することによって、中国共産党のイメージをアップさせることを目的としていると指摘している。
拳骨拓史は、「中国が反日教育に初めて着手したのは1928年5月、中国国民党が南京において排日教育方針を決議したことに始まる」「中国が反日運動に狂奔する理由としては、中華思想と、日本に対する嫉妬心、多面的な視点がなく他人と視点や思想を共有できないこと、などがある」と述べている。中国国民党が決議した排日教育方針は以下である。
1. 国恥教材を十分中小学教科書中に編入すること
2. 学校は機会ある毎に、国恥事実を宣伝し、我が国第一の仇敵が何国なるかを知らしめ、これを反覆すること
3. 国恥図表を設備し、学生に対し機会ある毎にこれを示し、その注意を促すこと
4. 第一の仇敵を打倒する方法に関し、学校において教師学生共同研究すること

ここで日本の活動は武力的政治的侵略であるとし、馬関条約、義和団の乱、対華21カ条要求の撤回、さらに沖縄、台湾、朝鮮、関東租借地の返還を主張、経済的侵略として日貨排斥、国貨使用を提唱し、日本が中国を侵略するのは人口が増加しているためであり、日本が行う中国での文化事業までも文化的侵略であると教えている。
佐々木秀一『時局と教育的対策』（明治図書、1938年11月）は、戦前の中国国民党による反日教育は「彼等は、自己に都合よき場合には歴史上の因果関係を肯定し、然らざる場合にはこれを否定する」とし、自分たちが多民族の領土を略奪したものを当然とする一方、アヘン戦争以降に喪失した領土については不当であると主張するのは自己矛盾であると指摘している。佐々木秀一『時局と教育的対策』（明治図書、1938年11月）によると、当時の反日教育は以下の内容である。朝鮮、沖縄、台湾の領有権は言及しているが、日本帝国主義によって奪われたと主張する尖閣諸島の領有権については触れられていない。
鳥海靖は、中国政府は中国の歴史教科書や歴史教育で行っているのは「愛国主義教育」であり、「反日教育」ではないと主張しているが、第二次世界大戦後の日本による中国へのODA供与の紹介がない現状では、「反日教育」と受け止めざるを得ないと述べている。2024年時点でも、中国国内で日本の対中ODAに関する事実が周知されることはほとんどなく、日本外務省のODAホームページには、対中ODAという「太陽政策」には全く意味が無く、反日教育はかえってひどくなった、との意見が寄せられている。
家近亮子は、1990年代に入り中国の教科書において日中戦争が強調されるようになったのは、日中戦争が中国の「政治カード」となり、中国共産党の正統性、一党独裁制堅持の理論的根拠となったことを指摘している。
木下恵二（常磐大学）は中国の教科書の対日記述について、戦争被害は日本に限定されたものではなく、反日を目的としたものではなかったが、歴史的事実における日本の占める重さと1980年代以降の歴史認識問題をめぐり、中国で蓄積された日本による被害の事実は、愛国主義教育における日本の比重を高め、日本は中国共産党の正統性を主張する最も効果的な存在となり、現在では、日本に対する悪感情を利用しようとする中国共産党の意図を否定することはできないと指摘している。
茨木智志（上越教育大学）は、歴史認識問題が現在の問題として教科書化されはじめ、中国の中学歴史教科書には日本の中学生宛に南京大虐殺に関する手紙を書かせ、日本の軍国主義の罪状をあばき、中国が侵略に反対し、平和を熱愛していることを説明するよう求める記載があり、戦争中の日本の残虐行為を認めない現在の日本という取り上げ方が始まっていると指摘している。
松田麻美子は、中国の教科書は、中国共産党が抗日戦争を戦って中華人民共和国を建国したという中国共産党の「正しい歴史観」を強調し、正統性を維持するための思想工作であるため、日本は重要キャラクターであり、日中戦争の記述の分量も多く、日本に対する悪感情を利用しようとする中国共産党の意図のもとに、日本を悪く描いており、中国の教科書は、中国共産党のコントロールの下で作成され、価値観の形成される多感な青少年の時期に学ぶ教科書の日本記述は、中国人の対日観の形成に大きな影響力を持つ、と結論付けている。
中国では「中国歴史」の教師用指導書には次のように書かれている。
- 「日本帝国主義を心より恨み、蔣介石の無抵抗を心より恨み、国土の喪失を悲しみ、憂国憂民の感情を心に持たなければならない」
- 「教室の雰囲気に気を配って、思想教育の実質的効果が上がるように心がけなければならない」
- 「『石井部隊が被害者の死体を焼却した焼人炉』と、『日本の侵略者が中国人を用いて行った細菌実験』の二枚の画像を組み合わせ、生徒の思いを刺激して、日本帝国主義の中国侵略の罪状に対して強い恨みを抱くように仕向けるべきである」
- 『南京大虐殺』については「残虐性と野蛮性を暴露せよ」「教師は日本軍の残虐行為の部分を生徒に真剣に読ませて、日本帝国主義への深い恨みと激しい怒りを生徒の胸に刻ませよう」「南京大虐殺の時間的経過と人数を生徒に覚えさせよ」

1986年版の国家教育委員会が作成した教科書は、全ての教科を含めて小学校用が全体の10%、中学用が全体の20%が日本の中国侵略に関する記述であり、「中国共産党が日本軍と戦って今の中国を作ったんだ、だから全て上手くいっているんだ」という中国共産党の「正しい歴史観」は、中国の教育において非常に重要なファクターとなっている。
中国の中学歴史教科書には、「日本の大資本は封建制と軍事制を有して、武士道を貫き天皇に忠誠な皇軍の増強により対外侵略の路線を進み出し、軍事封建制を持つ帝国主義へと発展していった。天皇制を支える大地主や大資本家階級は、帝国主義の発展とともに中国の征服を支配層の政策目標にしていった。中国の征服には、まず朝鮮の征服を跳躍台にするという考え方であった」として、日清戦争も日露戦争も、日本が非常に緻密に練っていた謀略であり、中国に対する侵略戦争であると記述している。
日本は、日清戦争の結果、国際条約に基づいて台湾を得たが、中国の教科書は「間違いなく日本の侵略だ」「それ以後も日本の台湾統治は略奪、占領のひどい時代だった」と厳しく断罪している。
中国の小学校高学年向けの読本の『小学生が知らねばならない中国の十の話』には、産業、自然、歴史など中国全体のことが書いてあるが、その十のうちの一つが「南京大虐殺」であり、「日本の侵略軍は古い城壁の都市の南京を一つの虐殺場にしてしまいました。日本軍は狂ったように人間を殺すことで、自分達の勝利を誇って見せました。日本軍の司令官は公然と部下の悪事を許しました。日本の将兵は我が同胞の中国人を銃撃し、銃剣で刺し、軍刀で首を切り、腹を切り裂き、溺れさせ、焼き殺し、生き埋めにし、色々な残忍な方法で殺しました。殺人ゲームを楽しみ、恥をすっかりなくして婦女を暴行し、12歳の幼い女の子から60歳以上のおばあさんまで逃しませんでした」と記述している。
中学の歴史学習指要領には「生徒にとにかく日本の帝国主義・軍国主義に対する憎悪と憤怒を持たせることが目的だ」と記述しており、中国の教科書は、戦後の日本について何も教えず、戦後50年以上の日中関係史や、日本が「平和憲法」を持ち、国際紛争を武力で解決しないと内外に誓っているとか、戦後一度も外国に対して武力を行使したことがないとか、中国にODAを供与しているなどの記述は全くないことから、中国の歴史教育では、戦前・戦中の日本のイメージだけが残存するため、戦前・戦中の日本の帝国主義・軍国主義に対する憎悪と怒りを煽ると、それが現代日本にまでその憎悪と怒りが向けられるようになる。
中国当局は、中学生・高校生まで1年に4本から5本ずつ見なければならないと指定している愛国主義映画を100本ほど指定しているが、このうちの15本程度が、日本はいかに残虐であるという内容である。
中国メディアは｢日本が侵略をしてけしからん｣「色々な残虐なことをした」という反日・抗日報道を常に行っており、小渕恵三内閣総理大臣が1999年7月に訪中時には、日本人らしい兵隊が鉄兜を被って中国人らしい生首を2つ持ってにっこり笑っている写真が中国紙に半ページで掲載され、中国共産党は人民を教育する為に「日本が悪いのだ」「抗日戦争は神聖だったのだ」と言い続けねばならず、「日本は謝っていない」「南京についても何も教えていない」というのが中国の認識である。
マーティン・ファクラーは、中国が過去の歴史問題で日本を叩き続けるのは、「中国共産党の統治の正統性を証明する為に言い続けなければならないことだからだ」と述べている。
『サウスチャイナ・モーニング・ポスト』のイギリス人記者のマーク・オニールは、「歴史問題での大部分の中国人の意見は間違った情報に基づいている。中国人民は、日本側で自国の戦争犯罪に関する映画や本が、元兵士、学者、左翼活動家らによって膨大に出されていることを知らされていない。日本の戦後の歴代首相や天皇は自国の戦時の行動に対し謝罪を表明したが、中国側指導者はあえてそれを認めず、日本側がなお不誠実だと非難する」「それはこの反日政策が大成功であることだ。日本を間断なく攻撃しても中国側には何の不利な結果もないことだ。日本の企業は中国に依然投資を続け、観光客は訪中を依然続け、政府は援助資金を依然として提供し続けてきている。だから中国にとってこれほど便利な外交戦略はない」と記している。
2006年に、中国の学者袁偉時は、北京青年報の週刊誌『氷点』に「近代化と歴史教科書」と題した寄稿の中で、「1970 年代後半、反右派闘争、大躍進、文化大革命という 3つの大きな災難を経験した後、これらには根源的な原因があるということを痛感した」「私たちはオオカミの乳を飲んで育った。20年以上経って、私は偶然中学校の歴史教科書をめくって驚いた。10代の若者たちはまだオオカミの乳を飲んでいるではないか！」と主張した。「オオカミの乳」とは若者に外敵への「ヘイト」を植え付ける教育を指しており、袁の寄稿は過去100年にわたる中国の教育が「中国人の苦しみをすべて外敵のせいだ」という教えの継続であることへの批判だった。この記事に中国共産党中央委員会宣伝部が激怒し、『氷点』は休刊となり、編集長の李大同は解任された。同年、李大同は「氷点休刊の舞台裏―問われる中国の言論の自由」という本を執筆し和訳された書籍を日本で出版しているが、この本を中国で出版できず、中国では公表できないまま日本で出版したことを著書で述べている。
2013年に、中国共産党は「普遍的人権、言論の自由、市民社会、市民の権利、共産党の歴史的過ち、（中国共産党内の）権力者・資産家、司法の独立」を大学教員が語ることを禁止し、中国国内の大学への思想統制の強化を図った。それまではゼミで中国共産党の批判することも可能ではあったが、以降は、通報されると大事件と化してしまうために教育の場における一切の政府批判を封じられた。大学教員への思想統制も厳しくなり、中国共産党による研修に毎年参加させられ、中国共産党党員でも解けないレベルの極めて難解なテストまで課される。中国の大学に勤務する日本人教員も中共の研修に参加し、最終的にはカンニングペーパーが配られて全員合格したと語っている。中国における政治の議題については、「正しい発言」が決められてしまったために、大学で議論する人もいなくなった。
2013年7月14日、CCTVは日本での現地取材を内容とする報道番組を放送し、中国人記者が街を歩く日本人中学生をつかまえて、「日中戦争中に多くの中国人が死んだことを知っていますか」「南京大虐殺を知っていますか」などの質問を投げかけ、とっさのことで中学生が「知らない」と回答すると、番組解説者が「なるほど、日本の歴史教科書は歴史を改竄して子供たちに侵略の歴史を教えていないから、こうなったのですね」と、日本の歴史教育批判を繰り広げた。この報道番組について『人民日報』のウェイボーには、「中国人民は皆知っている。よく嘘をつくメディアは人民日報、よく捏造する教科書は中国の教科書だ。お前らこそ、毎日のように中国人民をだましているのではないか」「文化大革命以来、一体誰が多くの中国人民を惨殺してきたのか。日本人ではないぞ」「自国の歴史さえ正視できないこの国が他国に正しい歴史認識を求めることができるのか。嘘ばかりをつくこの政府は、他人に真実を語れと要求できるのか」などのコメントが殺到しており、文化大革命以来、多くの中国人を惨殺してきたのは日本人ではない、中国の教科書は嘘つきだと考える中国人もおり、「反日教育」の崩壊も指摘されている。文化大革命は、中国共産党が「10年間の大惨事」と定義していたが、2018年の教科書では「困難な探求」に変更されている。
王雪萍（東洋大学）は、中国の歴史教科書が日本の中国侵略の説明について、1980年代までは資本主義と封建制勢力が結合した権力集団が責任を持つとしてきたが、1990年代以降、階級を分けて日本国内の矛盾を説明する内容がなくなり、戦争責任を日本という国家全体に帰するようになり、一部の軍国主義者と一般国民を区別する方法をやめたことによって、反日デモの矛先が日本政府、資産階級のみならず、一般国民にも向けられるようになったと分析している。
シドニー・ギューリックは『日本へ寄せる書』において、「支那における排日運動は極めて徹底したものである。一般民衆に排日思想をふき込む許りでなく子供の排日教育にも力を注ぎ、このためには歴史上の事実さへも歪め、虚偽の歴史を教えて子供の敵愾心をそそり、憎悪の念を植え付けていった」「例えば満州は支那本土の一部であるにもかかわらず日本がそれを奪ったと教える。しかし歴史上満州が支那の一部であった事実は未だ一度もなく、逆に支那本土が満州の属国であった歴史上の事実がある位である。これなどは全然逆な事実を教えるものであるが、その目的は一に満州から日本の勢力を駆逐しようとするところにあったわけである」と述べている。
中国の歴史講師イアン・ション・フェイは、「毛沢東共産党主席に会いたいのならば、天安門広場の毛主席紀念堂に行けばいい。しかし、その場所は、数多くの人民を血に染めた虐殺者を敬拝する『中国版靖国神社』であることを忘れるな」「1949年以後で毛沢東主席が唯一うまくやったことは、死んだことである。蔣介石は一党統治を行った独裁者だったが、毛沢東もやはり独裁者だ」「日本の歴史教科書は中国の教科書より、歴史の歪曲が少ない。中国の歴史教科書に記述されている内容は、真実が5%程度で残りは純然たるデタラメだ」「チベットは中国建国以後、特定の独立状態を維持して来た。チベットは国旗も持っている」「ダライ・ラマ14世は中国の侵攻に対抗した功績で、ノーベル平和賞を与えられた」と述べ、中国の学校で教えられている歴史を否定している。
2006年12月に日中歴史共同研究がスタートし、歴史教科書や抗日戦争記念館の展示物などの「反日教育」に関する議論は、日中歴史共同研究にゆだねられた。2010年に報告書が発表されたが、戦後部分は非公開となり、中国側は愛国主義教育には反日の意図はないとするが、結果として反日の効果を持つという日本側の意見は公開されず、日中歴史共同研究に外部執筆委員として参加した川島真は、日中の歴史認識は「戦後部分にもより根源的な問題が残されている」との感想を述べている。
日中歴史共同研究の日本側座長を務めた北岡伸一は、「『日中歴史共同研究』の成果と今後の課題」として、「総じていえば、歴史認識に関する日中の問題は中国側が被害について誇張しているという点にある。（中略）反日感情を助長する愛国主義的教育は若者に多大な影響を与えている。日本は、『たしかに侵略も虐殺もあった』という常識的立場に立つことによって、中国側の誇張した非科学的な主張をあぶりだし、議論において優位に立てるのである」と述べている。
「愛国主義教育」（＝「反日教育」）は、教科書のみで行われているわけではなく、メディアによる報道、ドラマ、映画、雑誌、新聞、インターネットなど、様々な媒体を通じて行われており、最近は特に、日本に対するマイナスの報道や抗日神劇といわれるドラマや映画が問題視されている。
中国政府は、「屈辱的な近現代史」を政治利用してきた。1991年以降の全国的な「愛国主義教育キャンペーン」を通じてイデオロギー教育を指揮し、「屈辱的な近現代史」という国民のトラウマ体験、中国人の歴史意識、過去の歴史を刺激することにより、中国の国民的なアイデンティティの形成に著しい影響を及ぼしている。おおかたの研究者は中国の政治において歴史とその記憶が顕著な役割を果たしていることを認めており、ピーター・グリースは、「中国ではおおかたの国々とは比べようもないほどに、現在の中に過去が生きている。それはもちろん否定しようがない…中国人は自分たちの歴史の奴隷になっているように思えることが多いのだ」と述べており、ジョナサン・アンガーは、「歴史は今日にも当てはまる倫理的な基準や道徳的な逸脱を映し出す鏡であると、中国では昔からほかのたいていの国々よりもいっそう強く考えられてきた」と述べており、Anne Thurstonは、「個人レベルの心理に関するこれまでのどんな知見に照らしてみても、過去十数年、三〇年、五〇年、一〇〇年、一五〇年の間に膨大な数の中国人が体験してきたトラウマは、際立って悲痛なものであると同時に、克服することが非常に困難なものであることがわかる」と述べている。
汪錚（シートン・ホール大学）は、愛国主義教育＝反日教育の推進は、この20年ばかりの中国のナショナリズムの勃興に多大な効果を発揮してきた、と指摘しており、天安門事件や冷戦終結後の時代において、一党支配という政治体制の支配の正当性に疑問符を突きつけられた中国共産党が、歴史教育を利用して、中国共産党を賛美し、国民のアイデンティティを強化することで、今日の中国にはナショナリズムのフィードバックの仕組みが出来上がっており、ナショナリスティックな歴史教育がナショナリズムの高揚を刺激し、そのナショナリズムの高揚がさらにナショナリスティックな議論への関心を膨らませており、さらに、中国の民主化により、「中国人の多様な思考の中からナショナリズム的な神話を自然と『解毒』してくれる」「歴史的な論争に関してもっと柔軟にしてくれる」という見方は正しくなく、「ナショナリズムを奉じる政治リーダーたちは、歴史的神話やトラウマといった根強いコンプレックスから国民を解放するのではなく、むしろそうした歴史や記憶に関わる問題を利用して国民を動かすこともできる…中国人は心に傷を負った忘れがたい国民的体験に対して、集合的な歴史意識を持っている。そして政府はそうした過去とその記憶を政治的に利用してきた」と指摘している。

### 愛国主義教育法
2024年1月1日に、愛国主義教育法が施行されている。これにより、中国共産党の愛国主義教育と思想統制が法制化された。福島香織は、中国人による反日行為についても、「愛国」の名のもとに行った場合に正当化されかねない法制度となっていると述べている。
愛国主義教育法は、習近平による新時代の中国の特色ある社会主義思想の思想教育と思想統制のための「憲法」という位置づけであり、中国における愛国主義教育が常態化されたことを表す。同法により、「あらゆる教育機関の全ての学年において」教科や教材に「愛国主義教育」を盛り込むことが義務化され、家庭でも親が子に「愛国的活動」へ参加させることが義務付けられた。9000万人の共産党員全員と国有企業の多くの従業員に、全年齢対象のスマートフォンアプリ「新しい社会主義思想を学べる」の使用も義務付けている。同法が及ぶ範囲は教育部が管轄する学校教育現場のみならず、文化旅行、新聞出版、テレビラジオ、映画、ネット、文物当局など関連部署、解放軍、武装警察、工会（労働組合）、婦女連合会、共産主義青年団、工商業連合会、文学芸術連合会、作家協会、科学技術協会、障がい者連合会、宗教団体、香港・マカオや台湾の同胞、また、海外華僑同胞も、それぞれの責任において、愛国主義教育工作の展開を義務付けている。外資企業も例外ではないために、「企業、公共団体は愛国主義教育を（従業員の）教育計画に組み込まなければならない。労働模範精神、労働精神、職人精神を広め、経営管理、業務研修、スポーツイベントなどと組み合わせて愛国主義教育を展開しなければならない」という義務付けについて、中国国内の日本企業にまで範囲が及ぶ可能性が指摘されている。

### 教育現場における愛国教育の実例
中国人の小学生は、愛国教育の一環として「日本兵に模した藁人形に向かって、銃剣を刺す」という訓練を行っている。
2023年10月、山東省の中学校体育大会で、安倍元首相銃撃事件を再現する寸劇をする生徒の動画を公開した。これに対し中国の地元の教育当局は「生徒の過ちは理解できるし許せる」と述べている。
2024年6月1日の中国の「国際こどもの日」に、中国の多くの幼稚園や小学校で、中国人の幼稚園児や小学生が「抗日舞台劇」を演じ、銃剣を手に「日本の悪魔」を倒す演技を披露している。同年9月には、深センの中国人の小学生が、日本の国旗である「日の丸」を集団で踏みつける動画が公開されている。

### 反日教育（愛国教育）の影響
中国における徹底した反日教育の継続により、「日本人に対して明らかな偏見を持った人たちが作られ続けている」という反日ヘイトに端を発した事件が、度々起こっている。
2012年に、中国各地で日本製品不買運動などをよびかける反日デモが開催され、暴動に発展し、多くの日本製品が破壊されている。2012年9月15日、中国人の蔡洋は西安の「抗日デモ」に「愛国者」として参加し、通りかかったトヨタ・カローラに襲撃し、車の所有者の中国人は頭蓋骨陥没による脳挫傷で半身不随となる事件が起こった。
2022年8月に、蘇州市淮海街で、着物を着用した女性とその撮影者を、中国の警察が「騒乱挑発罪」で告発。この「騒乱挑発罪」とは、乱用されやすく、中国上層部が「好まない犯罪」として罪を着せる際にも利用される。
2024年5月から6月にかけて、在日中国人留学生が日本の幼稚園児をナイフで殺すと脅迫する事件、靖国神社で放尿する場面を「鉄頭」と名乗る中国人ブロガーが生配信するという事件が発生している。

#### 日本人学校や児童を狙った事件
中国のSNS上では、「日本人学校は治外法権の中で対中工作のスパイが養成されている」などという悪意や偏見に満ちたデマを主題とした、何百本という膨大な数の動画であふれており、これらを信じて行動を起こす中国人の存在が指摘されていた。垂秀夫が駐中華人民共和国日本大使として幾度となく、中国共産党へ日本人学校に関するデマや中傷動画の削除を要望したが、中国側は一度も削除に応じることなく無視したままであった。2020年前後から、中国人により、日本人学校や児童らに投石を行ったり盗撮するなどの嫌がらせが頻発している。

### インターネットの炎上
インターネット上で、反日感情を刺激された中国人により、「京都の街並みを再現した商業施設を造ったら、ネットの批判殺到で閉鎖」、「日本式夏祭りイベント開催に批判」などの日本関連の炎上が頻繁に起きているが、愛国主義教育法の成立により愛国主義教育が強化されるため、日本批判による炎上に国のお墨付きを与えるものになりかねないとされる。

### 日中戦争の中国側犠牲者数
中国側が言及する日中戦争の「死者数」「死傷者数」は増加している。中国政府の公認教科書は、日本軍の手による死傷者だけで3500万人と推定している。
| 発表年 | 死者数もしくは死傷者数 | 調査・出典               | 内容・内訳 |
| 1946年 | 132万8501              | 中華民國國防部           | 日中戦争における国民革命軍の軍人の死者数                                                                                |
| 1947年 | 439万7504              | 中華民國行政院賠償委員會 | 日中戦争当時の中国国民党支配地域の民間人の死者数                                                                        |
| 1947年 | 1278万4974             | 中華民國行政院賠償委員會 | 日中戦争における国民革命軍の軍人の死傷者数が365万405人、日中戦争当時の中国国民党支配地域の民間人の死傷者数が913万4569人 |
| 1995年 | 3500万                 | 江沢民発表               | 江沢民は不完全な統計によると日本の侵略による中国人の死傷者数は3500万人であると主張している                              |

## 台湾の反日教育
蔡亦竹によると、国共内戦後、中国大陸から台湾に逃れた中国国民党は、元日本国民であった台湾人に「われわれは対日戦争に勝って台湾人を二等国民の扱いから解放した」と主張することで、自らの高圧的統治を正当化した。台湾人アイデンティティを喚起してしまう恐れがあるため、元々台湾人のみに共有された、日本文学、日本映画、テレビ番組などは推奨しなかった。1972年の日中国交正常化に伴い、台湾は直ちに日本に国交断絶を宣言したが、中国との国交樹立は裏切りであり、この年に台湾政府は一切の放送で日本語を禁止し、日本映画の輸入もご法度になり、1980年代末にようやく禁制が緩くなったが、薬師丸ひろ子が台湾で映画宣伝をおこなった際は、日本語ではなく英語で司会者とやり取りをおこなったほどであり、「日本追放」の全面解除は1993年まで待たねばならなかった。蔡は「今、台湾は親日的な国柄で知られている。しかし、このような理由からわれわれ40代の人間は中学校まで日本を悪者として教育されていた」と述べている。

## 中国や韓国の歴史教育について書かれた書籍
- 別冊宝島編集部「中国・韓国の歴史教科書」に書かれた日本（宝島社文庫515 ISBN 4-7966-5351-1）
- イースト・プレス特別取材班「徹底検証! 中国･韓国の歴史教科書 彼らは、なぜ反日運動に生命をかけるのか?」（イーストプレス ISBN 4-87257-600-4）
- 尹学準「韓国の教科書の中の日本と日本人。」(一光社(ISBN 978-4752820031 )
- 崔碩栄『김치 애국주의 - 언론의 이유 없는 반일』（『キムチ愛国主義―言論の理由なき反日』）인물과사상사（人物と思想社 2010年 ISBN 9788959061600)
- 崔碩栄『韓国人が書いた韓国が「反日国家」である本当の理由』( 彩図社 2012年 ISBN 978-4883928880)
- 崔碩栄『韓国人が書いた韓国で行われている「反日教育」の実態』( 彩図社 2014年 ISBN 978-4801300408)
- 崔碩栄『「反日モンスター」はこうして作られた 狂暴化する韓国人の心の中の怪物〈ケムル〉』 講談社+α新書（講談社 2014年12月 ISBN 978-4062728829）